# Metacyclops communis
Metacyclops communis – gatunek widłonoga z rodziny Cyclopidae. Opisał go w 1938 roku szwedzki zoolog Knut Lindberg, nadając mu nazwę Cyclops (Metacyclops) communis. Miejsce typowe to stawy z deszczówką w Pandharpur (wyżyna Dekan, Indie).